# II. třída okresu Hradec Králové 2006/2007
V utkáních II. třída okresu Hradec Králové 2006/07, jedné ze skupin 8. nejvyšší fotbalové soutěže v Česku, se utkalo 14 týmů dvoukolovým systémem podzim – jaro. Tento ročník začal v srpnu 2006 a skončil v červnu 2007.
Postup do I. B třídy Královéhradeckého kraje 2007/08 si zajistil vítězný tým Lokomotiva Hradec Králové.

## Konečná tabulka II. třídy okresu Hradec Králové 2006/07
| Poř. | Tým                            | Z  | V  | R | P  | VG | OG | B  |
| ---- | ------------------------------ | -- | -- | - | -- | -- | -- | -- |
| 1.   | Lokomotiva Hradec Králové      | 26 | 20 | 2 | 4  | 71 | 42 | 62 |
| 2.   | SK Třebechovice pod Orebem (S) | 26 | 17 | 4 | 5  | 72 | 30 | 55 |
| 3.   | FC Slavia Hradec Králové       | 26 | 15 | 4 | 7  | 58 | 37 | 49 |
| 4.   | TJ Sokol Velichovky            | 26 | 13 | 7 | 6  | 53 | 37 | 46 |
| 5.   | SK Smiřice                     | 26 | 11 | 5 | 10 | 53 | 52 | 38 |
| 6.   | FK Chlumec nad Cidlinou „B“    | 26 | 11 | 2 | 13 | 51 | 59 | 35 |
| 7.   | TJ Sokol Třebeš                | 26 | 10 | 4 | 12 | 43 | 54 | 34 |
| 8.   | FC Spartak Kobylice            | 26 | 10 | 2 | 14 | 34 | 50 | 32 |
| 9.   | AFK Probluz                    | 26 | 9  | 4 | 13 | 52 | 60 | 31 |
| 10.  | SK Starý Bydžov (N)            | 26 | 10 | 1 | 15 | 45 | 54 | 31 |
| 11.  | TJ Sokol Myštěves              | 26 | 8  | 5 | 13 | 48 | 60 | 29 |
| 12.  | TJ Sokol Nepolisy              | 26 | 7  | 7 | 12 | 47 | 51 | 28 |
| 13.  | TJ Sokol Stěžery               | 26 | 7  | 6 | 13 | 36 | 52 | 27 |
| 14.  | TJ Sokol Lovčice               | 26 | 5  | 5 | 16 | 35 | 60 | 20 |

Poznámky:
- Z = Odehrané zápasy; V = Vítězství; R = Remízy; P = Prohry; VG = Vstřelené góly; OG = Obdržené góly; B = Body; (S) = Mužstvo sestoupivší z vyšší soutěže; (N) = Mužstvo postoupivší z nižší soutěže (nováček)

|  | Postup do I. B třídy Královéhradeckého kraje 2007/08 |
|  | Sestup do III. třídy okresu Hradec Králové 2007/08   |